# Le Pont de Varsovie
Pour plus de détails, voir Fiche technique et Distribution.
Le Pont de Varsovie (Pont de Varsòvia) est un film espagnol réalisé par Pere Portabella, sorti en 1990.

## Synopsis
Une femme professeur, un écrivain, et un chef d'orchestre assistent à un cocktail littéraire. L'écrivain a gagné un prix pour son livre Le Pont de Varsovie. Il répond à une journaliste qui l'assaille de questions, mais ne parvient pas à raconter simplement l'intrigue de son roman. Ils n'auront, après tout, qu'à le lire.

Le film est une plaisante réflexion sur les rapports entre la littérature et le cinéma.

## Fiche technique
- Titre : Le Pont de Varsovie
- Titre original : Pont de Varsòvia
- Réalisation : Pere Portabella
- Scénario : Octavi Pellissa et Carles Santos
- Photographie : Tomàs Pladevall
- Décors : Pep Duran
- Musique : Carles Santos
- Son : Ricard Casals
- Montage : Marisa Aguinaga
- Production : Joan Antoni González, Petra Haffter
- Société de production : Films 59
- Pays d'origine :  Espagne
- Format : Couleurs - 1,66:1 - Mono - 35 mm
- Genre : Comédie dramatique
- Durée : 85 minutes
- Date de sortie :  Espagne, 1990

## Distribution
- Carme Elías : La professeure
- Francisco Guijar
- Jordi Dauder : L'écrivain
- Ona Planas : La fille
- Josep Maria Pou : l'éditeur
- Francesc Orella : le professeur
- Montserrat Alcoverro : La journaliste